# Вулиця Данила Нечая (Львів)
Ву́лиця Неча́я — вулиця в Залізничному районі Львова на Левандівці. Бічна вулиці Суботівської, від якої веде нумерацію будинків. Проходить паралельно до Повітряної та Косинського. Вулиця асфальтована, має асфальтовані хідники з обох сторін.

## Історія та забудова
Вулиця названа 1956 року на честь козацького полковника Брацлавського Данила Нечая, який разом зі своїм військом брав участь в облозі Львова козацькими військами під час Хмельниччини. З того часу вулиця не перейменовувалася. Забудова: одноповерховий конструктивізм 1930-х, одно- та двоповерхова житлова забудова 2000-х років.